# بن دريهم (بن دريهم)
بن دريهم هو دُوَّار يقع بجماعة أفورار، إقليم أزيلال، جهة بني ملال خنيفرة في المملكة المغربية. ينتمي الدوّار لمشيخة بن دريهم التي تضم 10 دواوير. يقدر عدد سكانه بـ 1155 نسمة حسب الإحصاء الرسمي للسكان والسكنى لسنة 2004.

## روابط خارجية
- البوابة الوطنية للجماعات الترابية نسخة محفوظة 12 مارس 2018 على موقع واي باك مشين.
- المندوبية السامية للتخطيط